# Platichthys
Platichthys è un genere di pesci ossei marini appartenente alla famiglia Pleuronectidae.

## Distribuzione e habitat
Le due specie del genere vivono una (P. flesus) nell'Oceano Atlantico nordorientale e una (P. stellatus) nell'Oceano Pacifico del nord, sempre in aree temperate o fredde. Platichthys flesus è presente nel mar Mediterraneo ma, essendo un relitto glaciale, la si trova solo nelle parti più fredde come il golfo del Leone e, soprattutto, il mare Adriatico settentrionale.

## Specie
- Platichthys flesus
- Platichthys stellatus[1]